# Jack Beale

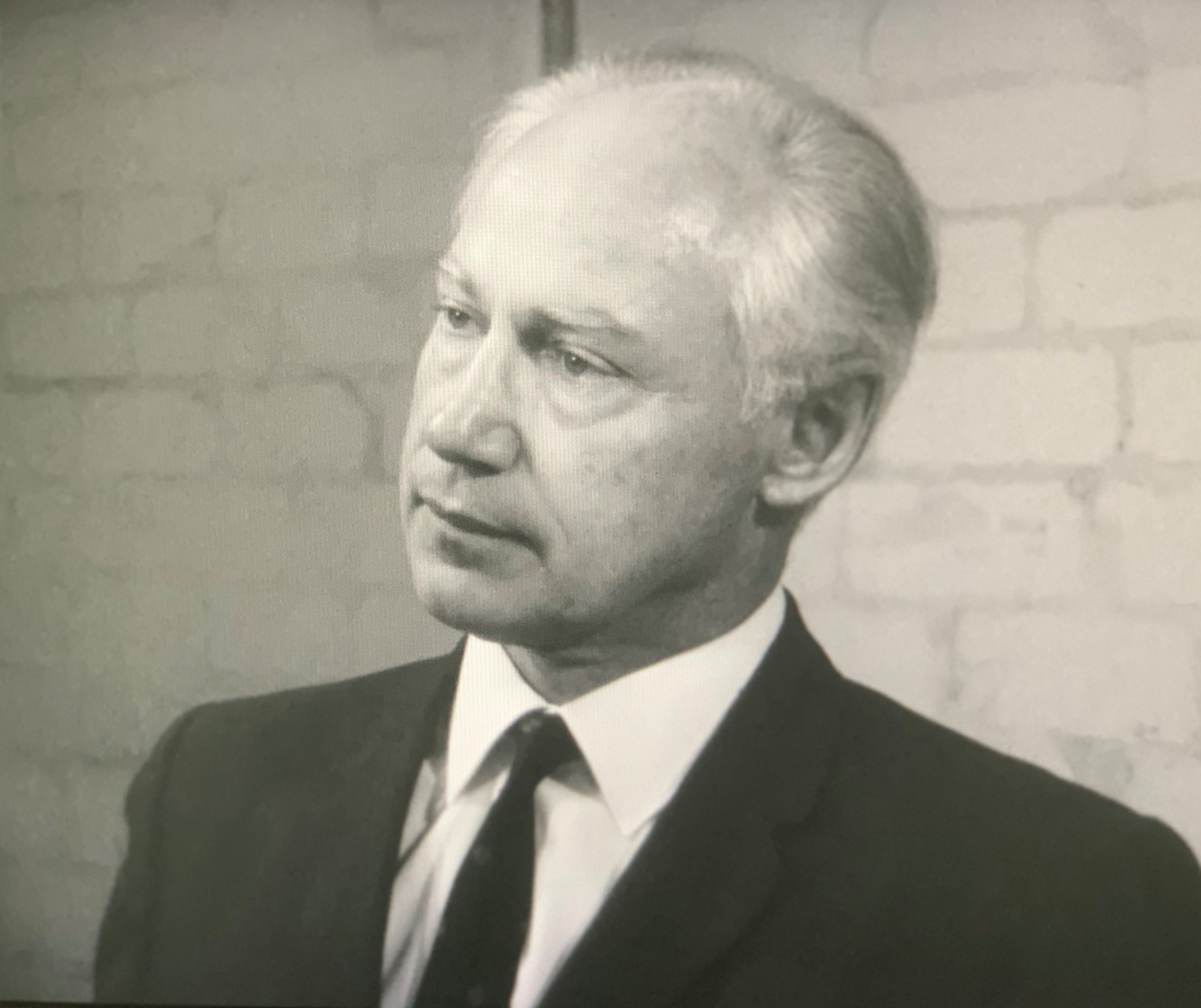
Jack Beale (1968)

Hon. Jack Gordon Beale, AO  (* 17. Juli 1917 in Manly, New South Wales; † 7. Juni 2006 in Elizabeth Bay, New South Wales) war ein australischer Politiker der Liberal Party of Australia, der zwischen 1942 und 1973 mehr als 31 Jahre lang Mitglied im Parlament von New South Wales sowie zwischen 1965 und 1971 Minister für Naturschutz und danach von 1971 bis 1973 Minister für Umweltkontrolle war.

## Leben

### Studium, Maschinenbauingenieur und Mitglied des Parlaments von New South Wales
Jack Gordon Beale war der Sohn des Politikers Rupert Beale (1889–1942), der zwischen 1941 und seinem Tode 1942 ebenfalls Mitglied der Legislativversammlung war, und dessen Ehefrau Esther Green. Nach dem Schulbesuch absolvierte er ein Maschinenbaustudium am Sydney Technical College und war nach dessen Abschluss als Maschinenbauingenieur tätig. Während des Zweiten Weltkrieges arbeitete er von 1941 bis 1942 zunächst als Ingenieur in einer Munitionsfabrik und danach als Honorarlektor für die Reserve der Luftwaffe sowie als Beratungsingenieur.
Nachdem aufgrund des Todes seines Vaters am 14. November 1942 eine Nachwahl (by-election) im Wahlkreis South Coast stattfand, wurde er bei dieser Wahl als Parteiloser mit 7915 Stimmen (72,9 Prozent) erstmals zum Mitglied im Parlament von New South Wales gewählt und vertrat diesen Wahlkreis nach seinen darauf folgenden Wiederwahlen mehr als 31 Jahre in der Legislativversammlung (NSW Legislative Assembly) bis zum 19. Oktober 1973, wobei er seit 1948 Mitglied der Liberal Party of Australia war.

### Wirtschaftsmanager, Fachmann für Bewässerung und Minister
Neben seiner Tätigkeit als Abgeordneter war Beale zwischen 1942 und 1946 Mitglied des Komitees für Kriegslandwirtschaft für die Distrikte Nowra und Bega und danach von 1946 bis 1947 Direktor des New Brighton Hotel (Kiama) Pty Ltd sowie der Australian Fishing Industries Limited. 1953 wurde er Geschäftsführender Direktor von Ames Irrigation Pty Ltd und fungierte zwischen 1955 und 2005 als Gründer und Vorstandsvorsitzender der Water Research Foundation of Australia, der australischen Stiftung für Wasserforschung. Er war zudem zwischen 1959 und 1967 Direktor von Talcott Factors Limited und erwarb 1965 einen Master der Fachrichtung Wasserbauingenieurwesen an der Fakultät für Ingenieurwissenschaften der University of New South Wales mit einer Masterarbeit zum Thema Bewässerungseffizienz. Als Fachmann für Bewässerung und Bewässerungsautomation war er des Weiteren Geschäftsführender Direktor der Springs Pty Ltd, der Rain Spray Sprinklers Pty Ltd und der Fluid Energy Systems Pty Ltd sowie Vorstandsvorsitzender des Hydroco Consortium. Darüber hinaus engagierte er sich als Präsident des Bewässerungsentwicklungsverbandes Australian Irrigation Development Association. Außerdem war er Fellow des Institute of Engineers of Australia, der heutigen Engineers Australia, Mitglied der American Society of Civil Engineers (ASCE), der American Society of Mechanical Engineers (ASME) sowie der American Society of Agricultural Engineers (ASAE).
Nach dem Sieg der Liberal Party bei der Wahl am 1. Mai 1965 wurde Beale am 13. Mai 1965 in das Kabinett von Premierminister Robert Askin berufen und war zunächst bis zum 11. März 1971 Minister für Naturschutz (Minister for Conservation). Danach fungierte er im Kabinett Askin zwischen dem 11. März 1971 und dem 3. Dezember 1973 als Minister für Umweltkontrolle (Minister for Environment Control). 1989 wurde an der Australian National University (ANU) in Canberra der nach ihm benannte „Jack Beale“-Lehrstuhl für Wasserwirtschaft begründet und an der University of New South Wales eine ebenfalls nach ihm benannte jährliche Vorlesungsreihe für Umweltangelegenheiten geschaffen. Für seine langjährigen Verdienste wurde er am 26. Januar 1999 Offizier des Order of Australia (AO) und erhielt zudem einen Ehrendoktortitel der Wissenschaften (Honorary Doctor of Science) der Australian National University. Anlässlich des 100-jährigen Bestehens des Australischen Bundes wurde ihm am 1. Januar 2001 für Verdienste um die australische Gesellschaft durch das Parlament die Centenary Medal verliehen.
Er war zweimal verheiratet. Aus seiner 1942 geschlossenen ersten Ehe mit Pamela Wallis gingen zwei Söhne hervor. Am 9. September 1958 heiratete er in zweiter Ehe Stephania Toth-Dobranski.

## Veröffentlichung
- The manager and the environment. General theory and practice of environmental management, Oxford 1980